# كائن أسطوري

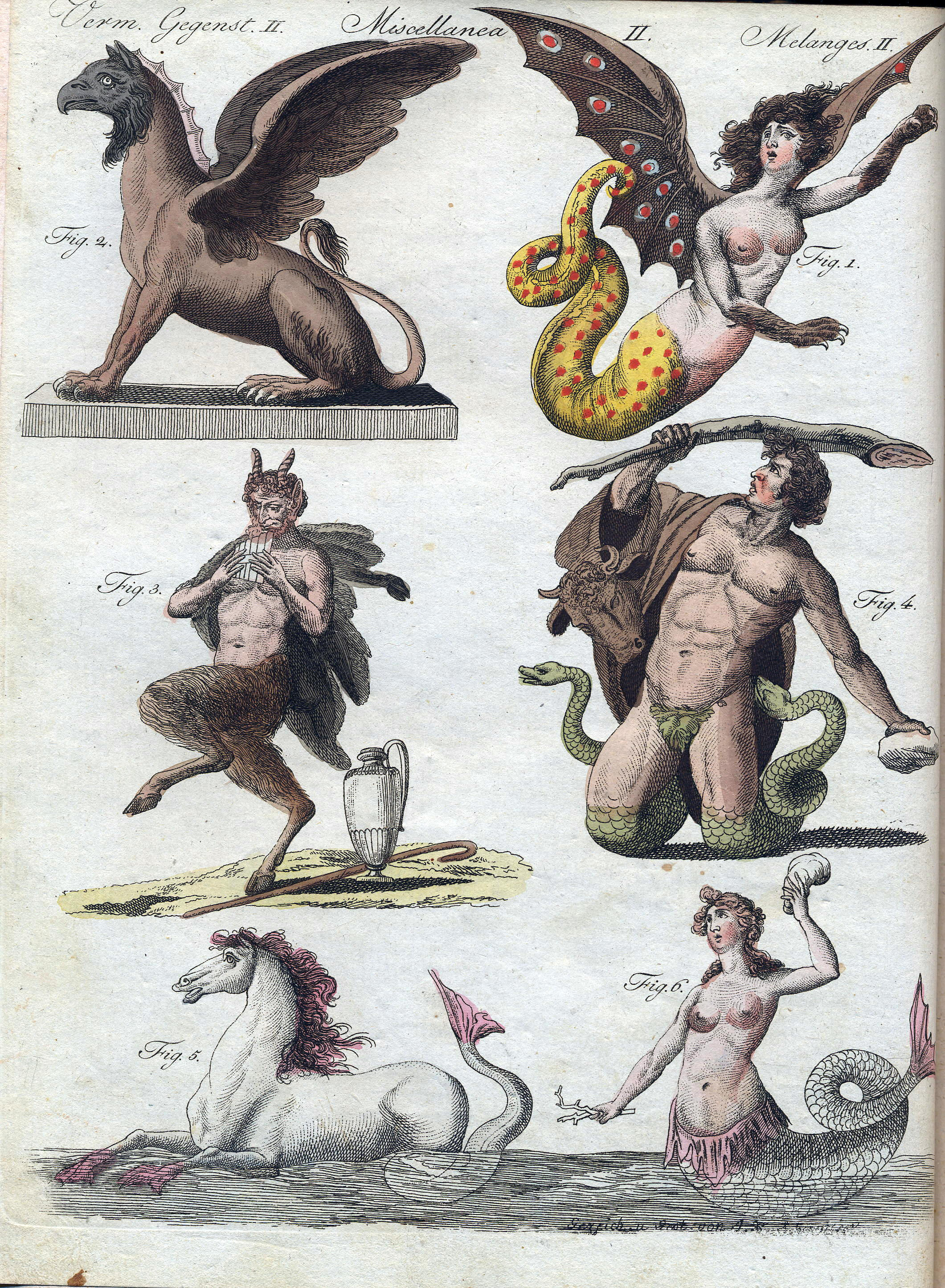

المخلوق الأسطوري أو الكائن الخرافي وهو حيوان وهمي، وغالباً ما يكون خارقاً للطبيعة وهجيناً ما بين الإنسان والحيوان أو ما بين حيوانين. هذه المخلوقات الأسطورية لا يمكن إثباتها، وتوصف وتروى عادة في الأساطير، الخرافات، القصص، الشعر، الروايات. ومن الأمثلة الشهيرة على الكائنات الأسطورية: التنانين والعنقاوات والمستذئبين ومصاصي الدماء والأقزام.
ومن ناحية أخرى كانت العديد من الكائنات الحقيقة من المناطق والمجتمعات النائية أسطوريةً قبل استكشافها، وقد كانت الحيتان تعتبر مخلوقات أسطورية مخيفة مثل التنانين في العصور الوسطى بما في ذلك أنها تطلق النار مثل التنانين. الناس والمؤرخين اخترعوا وزخرفوا وسردوا قصصاً عن أناس من قارات أخرى، مما أدى لتطور مفهوم العنصرية والكثير منها لا تزال تلعب دوراً قوياً على الأقل لا شعورياً في كيفية تفكير الناس حول المجموعات العرقية.

## الحيوانات
تظهر مجموعة من الحيوانات في الفن وقصص العصر الكلاسيكي، وعلى سبيل المثال في الأوديسة المخلوقات المتوحشة مثل: صقلوب، سيلة وتشاريبدس للبطل أوديسيوس للتحدي، في الحكايات الأخرى تظهر ميدوسة لتهزم من قبل بيرسيوس، مينوتور (الإنسان/الثور) ليدمر من قبل ثيسيوس، عدار ليتم قتلها من قبل هرقل.
بعض مخلوقات العصر الكلاسيكي، مثل (الحصان / الإنسان) قنطور، خيمر، تريتون والحصان الطائر.